# Bintang Bolong
Der Bintang Bolong (Schreibvariante: Bitang Bolong oder selten als Vintang Bolong; französische Schreibweise Bintang Bôlon) ist der größte, wasserreichste linke Nebenfluss des westafrikanischen Gambia-Flusses. Am Ufer des Flusses liegt Bintang, ein alter Handelsposten.

## Geographie
Der Bintang Bolong entspringt im Nordosten der senegalesischen Region Sédhiou, zweieinhalb Kilometer von der gambischen Grenze entfernt. Diese Region gehört zur Casamance, die zwischen den Staaten Gambia und Guinea-Bissau liegt. Der Fluss fließt auf einer Länge von ungefähr 130 Kilometern in westlicher Richtung, bis er mit einer Breite von ungefähr 570 Metern in den Gambia-Fluss mündet. Hier an der Mündung, am Bintang Point, ist das Gewässer ungefähr fünf bis sieben Meter tief, und an seinem Ufer befinden sich ausgedehnte Mangrovenwälder.
Angegeben ist, dass der Fluss bis zu dem Ort Sandeng schiffbar ist, in der Praxis jedoch wird die Weiterfahrt durch die niedrige Brücke Brumen Bridge bei Kalagi behindert. Über die Brumen Bridge, die rund dreieinhalb Kilometer vor Sandeng liegt, führt die South Bank Road, Gambias wichtigste Fernstraße.
Ungefähr zur Hälfte des schiffbaren Weges liegt, nicht weit vom Flussufer, der größere Ort Bwiam. Durch diesen Ort führt auch die Süduferstraße durch.
Zahlreiche Nebenflüsse hat der Bintang Bolong, davon ist der linksseitige Jurungkumani Bolong der größte.
Der Zusatz Bolong, den viele Nebenflüsse des Gambias haben, bedeutet in der Sprache der Mandinka „bewegliches Wasser“ oder „Nebenfluss“.

## Geschichte
In der Geschichte Gambias war der Bintang Bolong der Grenzfluss der beiden Mandinka-Reiche Foni und Kiang. Foni lag dabei auf der linken, der südlichen, und Kiang auf der nördlichen Seite des Flusses.
Zur Zeit der Entdeckung Afrikas befuhren schon die Portugiesen diesen Nebenfluss des Gambia im 15. Jahrhundert und unterhielten einen Handelsposten bei dem Ort Bintang (andere, alte Schreibweise der Portugiesen Vintang). Später wurde dieser Ort von britischen Händlern genutzt. Weiter flussaufwärts von Bintang ist Santamba ein weiterer Ort, der ein alter Handelsposten war. Von dem Gebäude der Handelsstation sind nur Ruinen erhalten. Ebenso war Kansala ein historischer Ort, heute ist nun Bwiam an dieser Stelle zu finden.

## Tourismus

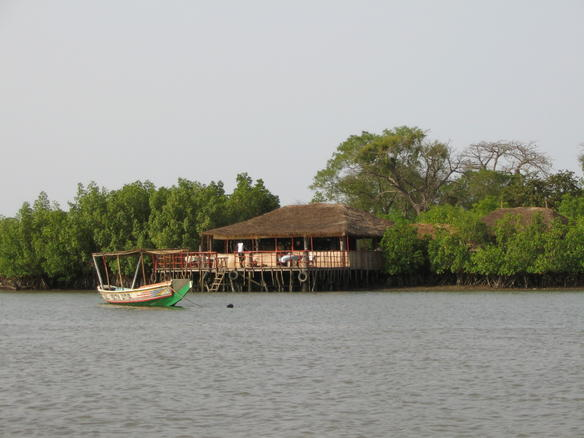
Die Bintang Lodge

Etwas ab von den Hauptanziehungspunkten der Touristen in Gambia liegen am Bintang Bolong einige Lodges, wie zum Beispiel die Bintang Lodge.